# Tour de France de 2000
O Tour de France 2000 foi a 87º Volta a França e o vencedor foi Lance Armstrong.

## Resultados

### Classificação geral
| Class. | Nome              | País           | Equipa           | Tempo      |
| ------ | ----------------- | -------------- | ---------------- | ---------- |
| 1      | Lance Armstrong   | Estados Unidos | U.S. Postal      | 92h 33'08" |
| 2      | Jan Ullrich       | Alemanha       | Deutsche Telekom | 6' 02"     |
| 3      | Joseba Beloki     | Espanha        | Festina          | 10' 02"    |
| 4      | Christophe Moreau | França         | Festina          | 10' 34"    |
| 5      | Roberto Heras     | Espanha        | Kelme            | 11' 50"    |
| 6      | Richard Virenque  | França         | Polti            | 13' 26"    |
| 7      | Santiago Botero   | Colômbia       | Kelme            | 14' 18"    |
| 8      | Fernando Escartin | Espanha        | Kelme            | 17' 21"    |
| 9      | Francisco Mancebo | Espanha        | Banesto          | 18' 09"    |
| 10     | Daniele Nardello  | Itália         | Mapei            | 18' 25"    |